# Ганцарчик, Северин
Севе́рин Даниэ́ль Ганца́рчик (пол. Seweryn Daniel Gancarczyk; 22 ноября 1981, Дембица, Польша) — польский футболист, защитник. Выступал за национальную сборную Польши.

## Биография
Пришёл в «Металлист» в 2006 году из киевского «Арсенала» (в сезонах 2002/03, 2004/05 и 2005/06 — 18 игр и 1 забитый мяч). Выступал также за команды: «Волынь» Луцк, «Хетман» Замосць (Польша), «Подкарпатье» Пустыня (Польша). В харьковской команде был вице-капитаном.
Летом 2009 года за 375 тысяч евро перешёл в клуб «Лех» из города Познань, выступающий в высшей лиге польского чемпионата. Контракт рассчитан на 3 года.

## Достижения
- Бронзовый призёр чемпионата Украины (3): 2006/07, 2007/08, 2008/09
- Чемпион Польши (1): 2009/10